# Ayumodoki
Cá Ayumodoki (tên khoa học Leptobotia curta) là một loài cá vây tia trong họ Botiidae. Loài này thường được tìm thấy ở vùng hồ và suối ở Honshu, Nhật Bản.